# 18 vendémiaire
18 jour complémentaire 18 brumaire
Le octidi 18 vendémiaire, officiellement dénommé jour du sarrasin, est un jour de l'année du calendrier républicain. Il reste 347 jours avant la fin de l'année, 348 en cas d'année sextile.
C'était généralement le 9e jour du mois d'octobre dans le calendrier grégorien.

## Événements
- An II : 9 octobre 1793
  - Culte de la Raison
  - Reprise de Lyon
  - Deuxième bataille de Moulin-aux-Chèvres.
- An X : 10 octobre 1801
  - traité de Paris.

## Décès
- An II : 9 octobre 1793
  - Joseph-Marie Amiot (né en 1718), prêtre jésuite, astronome et historien français, missionnaire en Chine.
- An IV : 10 octobre 1795
  - Francesco Antonio Zaccaria, théologien et historien italien (° 27 mars 1714).